# Stenus cariniceps
Stenus cariniceps är en skalbaggsart som beskrevs av Friedrich Wilhelm Maklin. Stenus cariniceps ingår i släktet Stenus och familjen kortvingar. Inga underarter finns listade i Catalogue of Life.